# 크리스 페인 길버트
크리스 페인 길버트(Chris Payne Gilbert, 2000년 ~ )는 미국의 텔레비전 배우, 영화배우, 배우이다. TBS (미국의 텔레비전 네트워크)의 시트콤 10 아이템스 오어 레스(2006~2009)에 출연했다.
덱스터 (드라마), 번 노티스, 블루문 특급, 본즈 (드라마), 쉴드: XX 강력반, 프렌즈, CSI: 마이애미, 섹스 앤 더 시티, 참드 등의 텔레비전 시리즈 에피소드에도 출연했다.

## 개인사
길버트는 6년의 관계를 가진 후 2015년 여자친구 레슬리앤 브랜트와 혼인했다.

## 방송
- 더 프로텍터